# Юрявичюс, Римас
Римантас (Римас) Юрявичюс (лит. Rimantas (Rimas) Jurevičius; род. 23 июля 1964, Радвилишкис) — советский легкоатлет, специализировался на «длинном спринте» (бег на 400 метров с барьерами и без барьеров). Мастер спорта СССР.

## Карьера

### 1984
Свои лучшие результаты Римас показал в 1984 году. На Всесоюзных соревнованиях в Киеве (20—24 июня), представляя Свердловск, показал восьмой результат в барьерном беге на 400 м (50,63 с в финале; 50,2 с в полуфинале), а также был вторым в составе эстафетной команды спортивного общества «Зенит» на дистанции 4×400 м (3.06,37; партнёры — Владимир Просин, Юрий Домарёнок, Евгений Ломтев).
20 июля в Москве Юрявичюс, представляя Советскую Армию и Свердловск, пробежал 400 м с барьерами с результатом 50,61 с, что следующие 28 лет считалось национальным рекордом Литвы, который, в итоге, был побит 12 июля 2012 года Сильвестрасом Гуогисом. 12 августа в Горьком, представляя те же команды, Римас превзошёл это достижение, показав время 50,1 с, однако этот результат зафиксирован по ручному секундомеру, но, тем не менее, с этой оговоркой до сих пор также считается рекордом Литвы.
9 сентября на чемпионате СССР в Донецке Римас в составе сборной РСФСР первенствовал в эстафете 4×400 м. Вместе с Борисом Махоткиным, Владимиром Просиным и Владимиром Крыловым они преодолели дистанцию за 3.04,83, что стало третьим результатом сезона в Союзе.

### 1985
1 августа на чемпионате СССР в Ленинграде Римантас, представляя Свердловск, пробежал 400 м с барьерами за 50,89 с, что не позволило ему попасть в финал, хотя это был его лучший результат в сезоне.